# Apocephalus crassus
Apocephalus crassus är en tvåvingeart som beskrevs av Brown 1996. Apocephalus crassus ingår i släktet Apocephalus och familjen puckelflugor.
Artens utbredningsområde är Dominikanska republiken. Inga underarter finns listade i Catalogue of Life.